# Maladera howdeni
Maladera howdeni är en skalbaggsart som beskrevs av Ahrens 2003. Maladera howdeni ingår i släktet Maladera och familjen Melolonthidae. Inga underarter finns listade i Catalogue of Life.